# نواه روبين
نواه روبين (بالإنجليزية: Noah Rubin)‏ هو لاعب كرة مضرب أمريكي، ولد في 21 فبراير 1996 في نيويورك في الولايات المتحدة.

## وصلات خارجية
- نواه روبين على موقع رابطة محترفي التنس (الإنجليزية)
- نواه روبين على موقع الاتحاد الدولي لكرة المضرب (الإنجليزية)
- نواه روبين على موقع خلاصة التنس.كوم (الإنجليزية)
- نواه روبين على موقع إي إس بي إن.كوم (الإنجليزية)